# Acidops fimbriatus
Acidops fimbriatus is een krabbensoort uit de familie van de Acidopsidae. De wetenschappelijke naam van de soort is voor het eerst geldig gepubliceerd in 1871 door Stimpson.